# Stad van de Kunsten en Wetenschap
Ciudad de las Artes y las Ciencias (CAC) (Valenciaans: Ciutat de les Arts i les Ciències), oftewel de Stad van Kunsten en Wetenschappen, is een van Valencia's  toonaangevendste bezienswaardigheden. De Ciudad de las Artes y las Ciencias is ontworpen door Santiago Calatrava, een uit Valencia afkomstige architect. De bouw startte in 1989 en heeft twee decennia geduurd. Het gebouwencomplex is gelegen in het Jardín del Turia (Turiapark), midden in het hart van Valencia, en beslaat hiervan ongeveer 2 km². Het futuristische complex van zes gebouwen dankt zijn bekendheid aan de bijzondere architectuur. Bezoekers kunnen hier onder andere wandelen door stadstuinen, het operagebouw bezoeken en kleine wetenschappelijke experimenten uitvoeren in het Wetenschapsmuseum.

## De bouw
Na de opening van het Guggenheim Museum van Frank Gehry in 1997 in Bilbao merkten de inwoners van Bilbao de (financiële) voordelen van het groeiende toerisme. Het stadbestuur van Valencia nam contact op met de Valenciaanse architect Santiago Calatrava en vroeg hem iets te ontwerpen dat meer toerisme naar Valencia zou trekken. De drooggelegde Turia in het stadshart van Valencia werd de bestemming voor dit project. Deze rivier is drooggelegd om de overstromingen en de bijhorende ravages te stoppen.
Het stadsbestuur van Valencia was zo opgetogen over Calatrava's eerste ontwerpen, dat hij de opdracht kreeg een park te ontwerpen met gebouwen, wat uiteindelijk resulteerde in La Ciudad de las Artes y las Ciencias. Calatrava startte de bouw in 1989 met het eerste gebouw, L'Hemisferic. Door de jaren heen zijn er vijf gebouwen bijgekomen. In 2009 werd de laatste, Agora, geopend.
Met de bouw van Ciudad de las Artes y las Ciencias heeft de stad Valencia miljoenen euro’s geïnvesteerd in architectonische projecten. Oorspronkelijk was het budget voor La Ciudad de las Artes y las Ciencias  300 miljoen euro. De uiteindelijke kosten van het CAC worden geschat op 1,3 miljard euro, meer dan een verviervoudiging van het gebudgetteerde bedrag. In een interview gaf architect Santiago Calatrava een verklaring voor het herhaaldelijk overschrijden van het budget: ‘Mijn doel is altijd iets bijzonders te maken dat steden verbetert en de levens verrijkt van mensen die er wonen en werken. Het is een voorrecht om te werken aan deze projecten, die altijd volgens de hoogste normen zijn voltooid’.

## Ciudad de las Artes y las Ciencias
Het complex bestaat uit de volgende gebouwen, met hun Valentiaanse naam aangeduid:

### L'Hemisferic (1998)
In 1998 werd deze 3D IMAX-bioscoop als eerste gebouw van het Ciudad de las Artes y las Ciencias geopend. Hierbinnen is het mogelijk om op ligbanken diverse, hoofdzakelijk Spaanstalige films te bekijken, over het algemeen educatieve documentaires van 45 minuten. Voor wie geen Spaans verstaat, is het mogelijk een Engelstalige koptelefoon te gebruiken. L'Hemisferic heeft als bijnaam ‘Het Oog’, waarbij het ooglid opent op het omliggende water. Dit is vooral ‘s avonds te zien.

### L’Umbracle (2000)
L’Umbracle is een grote tuin van meer dan 17.000 vierkante meter, bestaande uit twee gedeelten. Een gedeelte is overdag een publieke stadstuin, waar bezoekers kunnen wandelen tussen palmbomen en tropische bloemen. Het andere gedeelte is overdag gesloten, maar verandert in de zomermaanden 's nachts in een openluchtdiscotheek. Wanneer bezoekers door L’Umbracle wandelen, hebben zij een weids uitzicht over de rest van het Ciudad de las Artes y las Ciencias.

### Museo de la Ciencias Príncipe Felipe (2000)
“Verboden niet aan te raken” is het motto van dit museum. Het Museo de las Ciencias Príncipe Felipe is een wetenschapsmuseum en biedt interactieve tentoonstellingen. De bedoeling is al doende kennis te maken met verschillende aspecten van het menselijk lichaam en (nieuwe) technologie. Eveneens biedt het museum workshops waar, afzonderlijk van de tentoonstellingen, aan deelgenomen kan worden.

### L’Oceanografic (2003)
L’Oceanografic is het grootste aquarium van Europa met zeven verschillende ruimten. Hier leven ongeveer 45.000 zeedieren van 500 verschillende soorten. Hier zijn onder andere pinguïns, haaien, flamingo’s, beloega dolfijnen en tropische zeesterren te zien.

### Palau de les Arts Reina Sofia (2005)
Op 9 oktober 2005 werd het Palau de les Artes Reina Sofia geopend, oftewel het operagebouw van Valencia. In oktober en november is het mogelijk om hier muziekvoorstellingen, zoals ballet, zarzuela, opera en concerten te bekijken. Wanneer er geen muziekvoorstellingen gehouden worden is het mogelijk het gebouw te bezoeken.

### L'Agora (2009)
Aan het einde van Ciudad de las Artes y las Ciencias staat de Agora, wat Grieks is voor ‘ontmoetingsplaats’. Dit gebouw is als laatste geopend en niet toegankelijk voor publiek. Hoofdzakelijk wordt de Agora gebruikt voor activiteiten als tentoonstellingen en bijeenkomsten.

### Torres de València
In de oorspronkelijke plannen waren er drie wolkenkrabbers voorzien. Door de vastgoedcrisis in Valencia werd  voor onbepaalde tijd van deze plannen afgezien. De wolkenkrabbers zijn wel te zien in de maquette van het complex, in het Museu de les Ciències Príncipe Felipe.
De gebouwen zijn omgeven door een park en vijvers.

## Fotogalerij

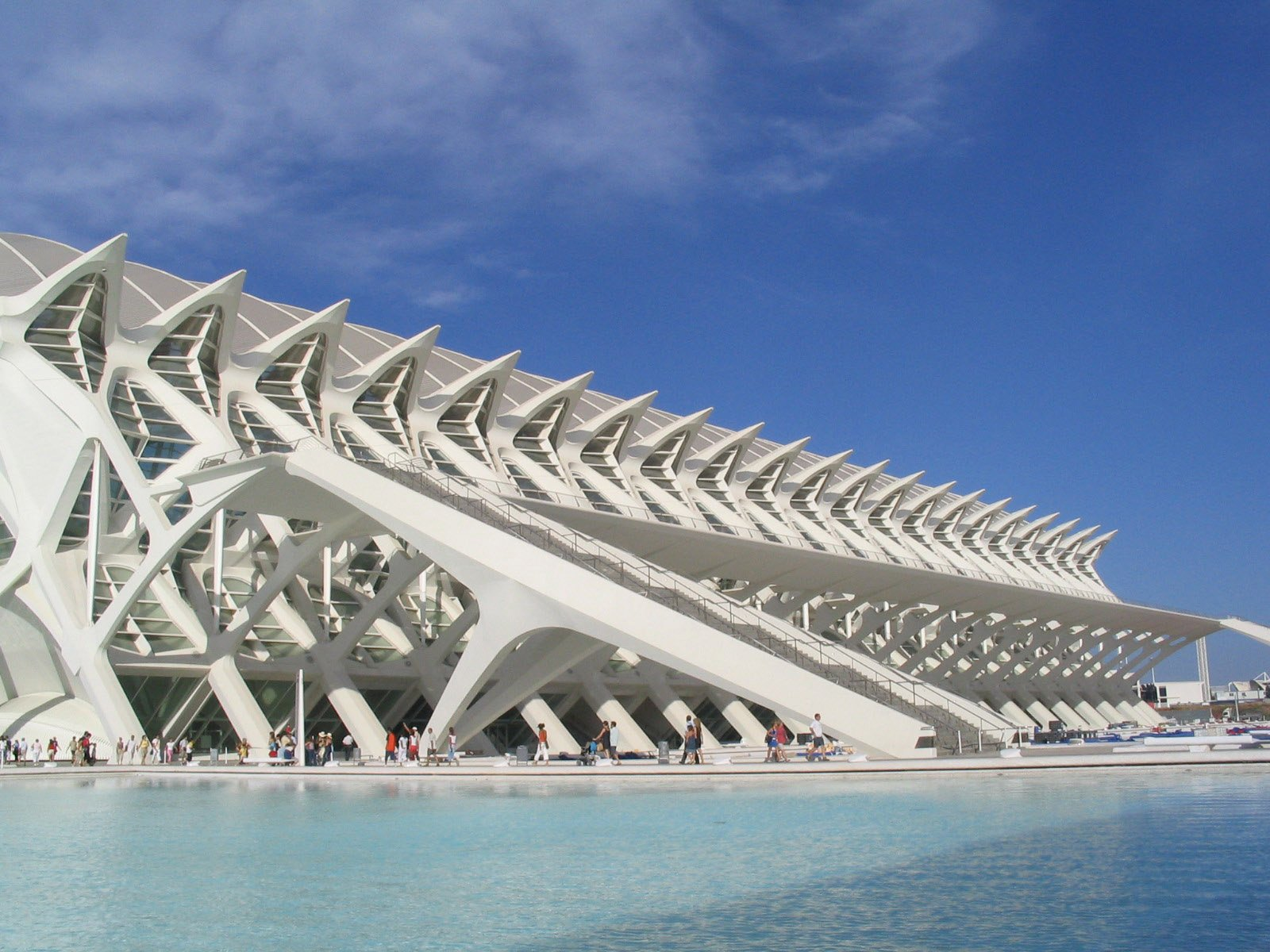
Museo de las Ciencias Príncipe Felipe
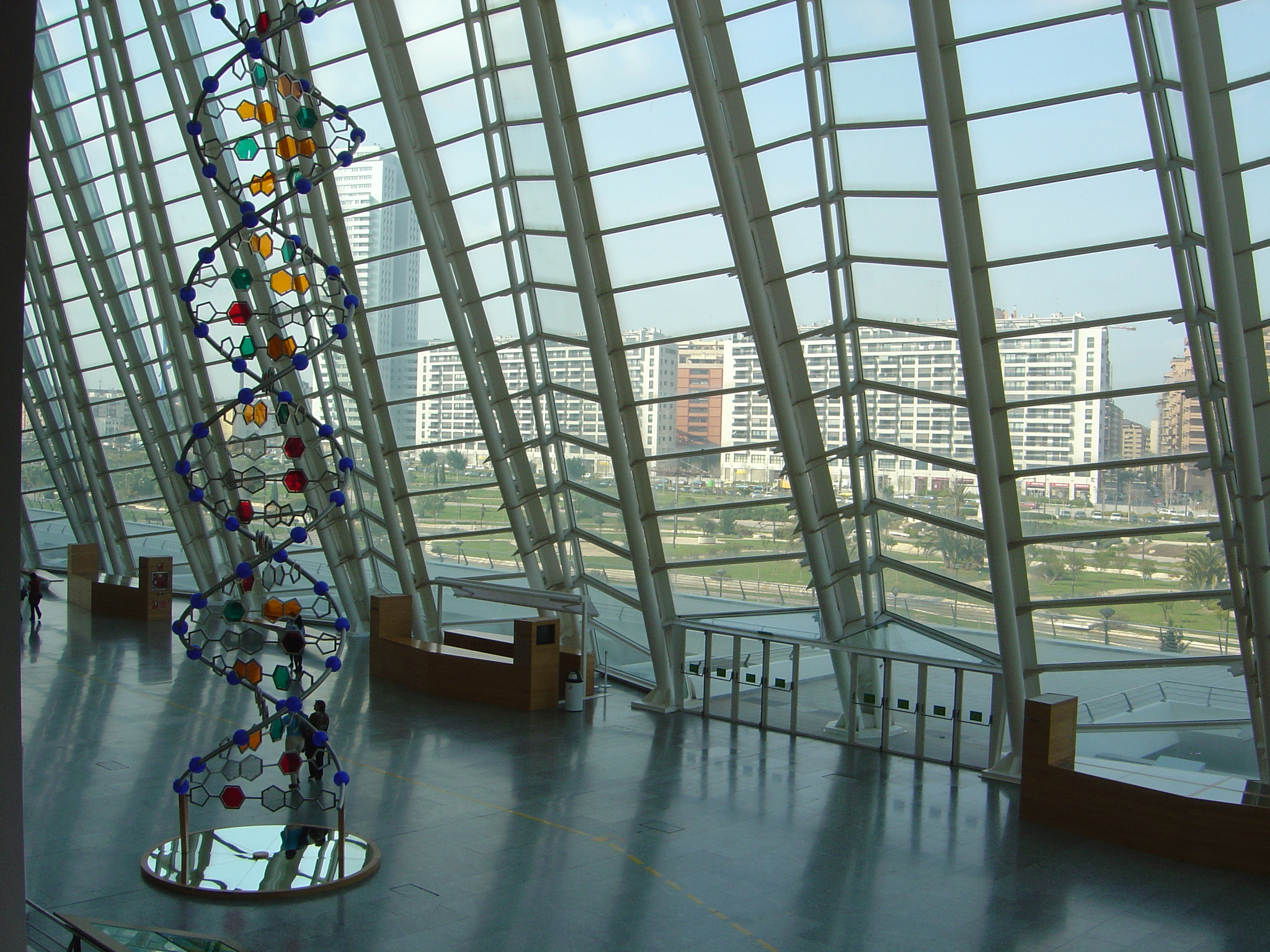
Museo de las Ciencias Príncipe Felipe
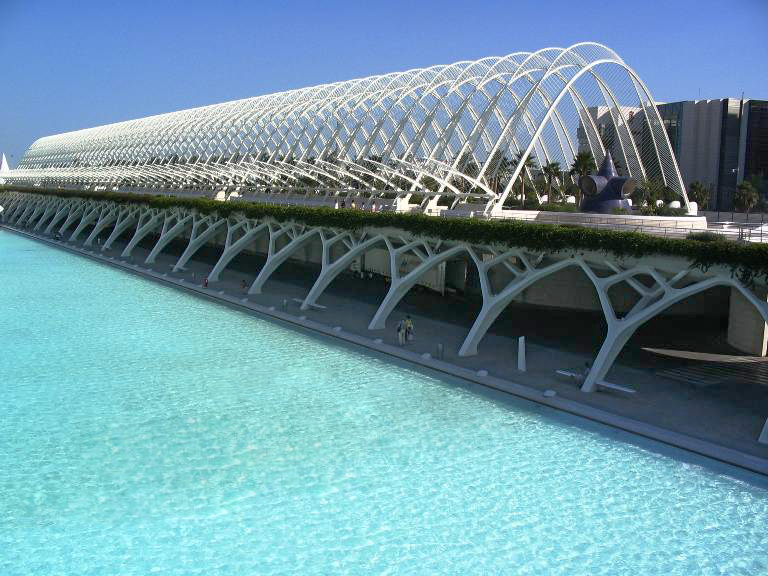
L'Umbracle
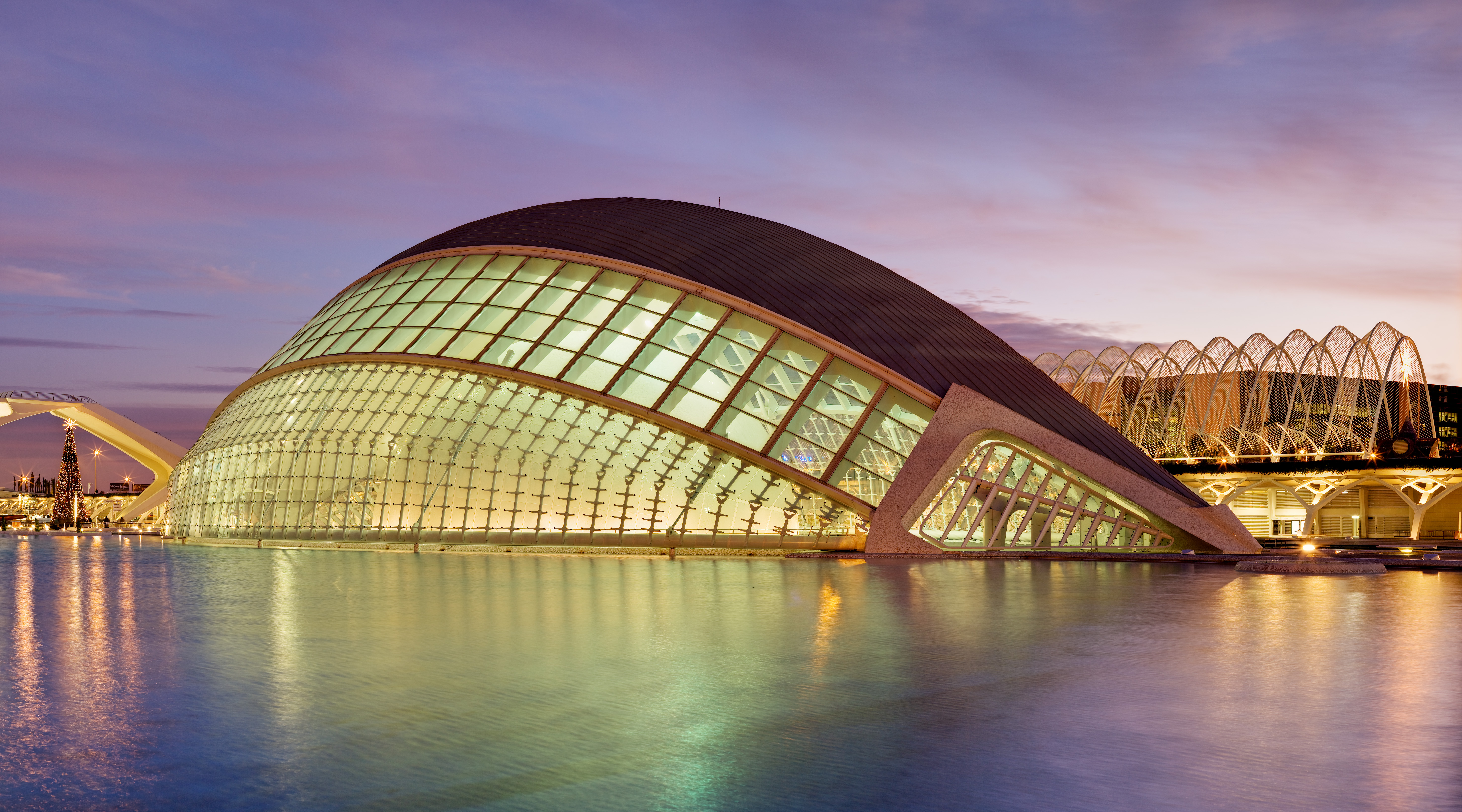
L'Hemisfèric
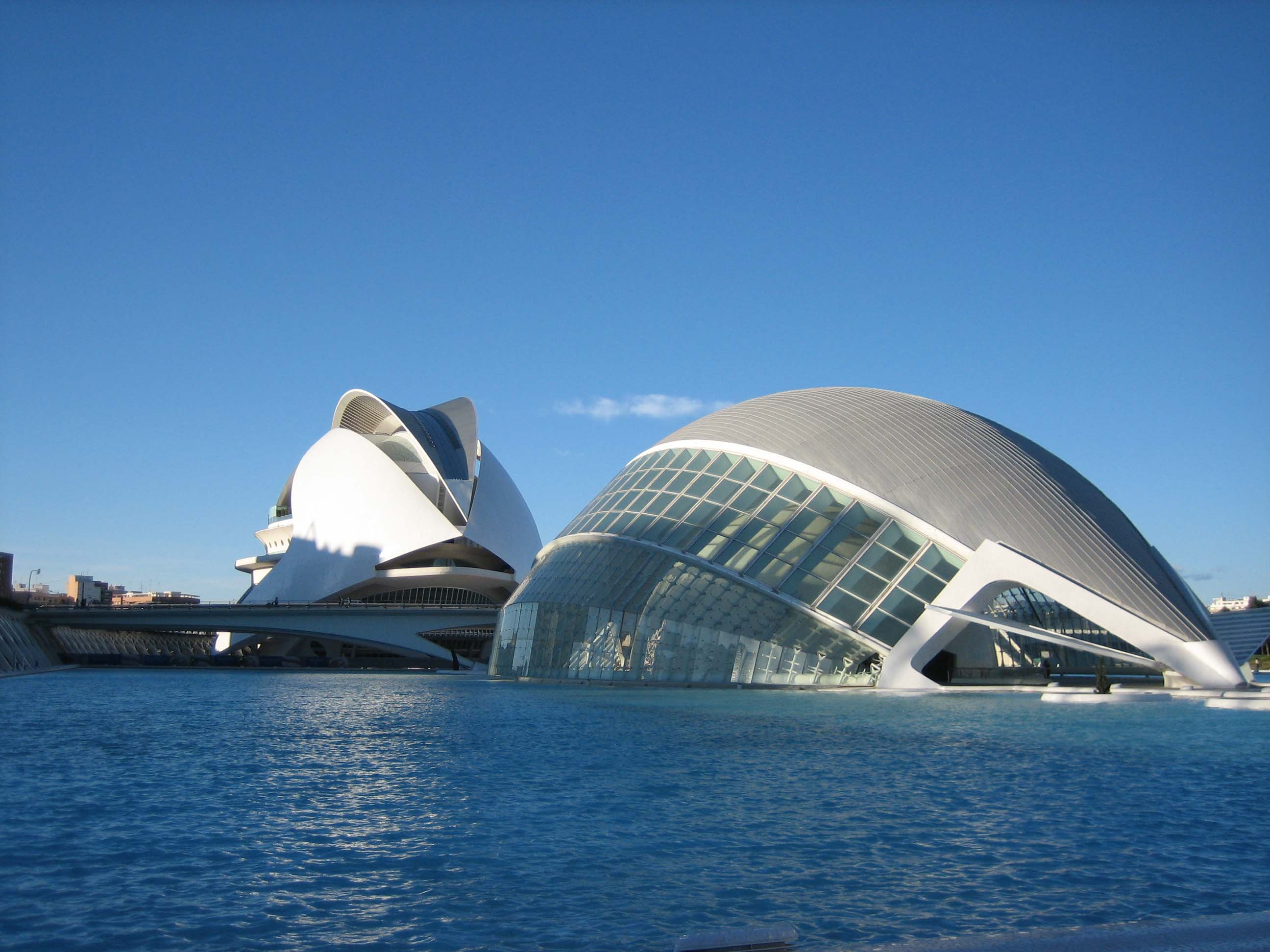
L'Hemisfèric
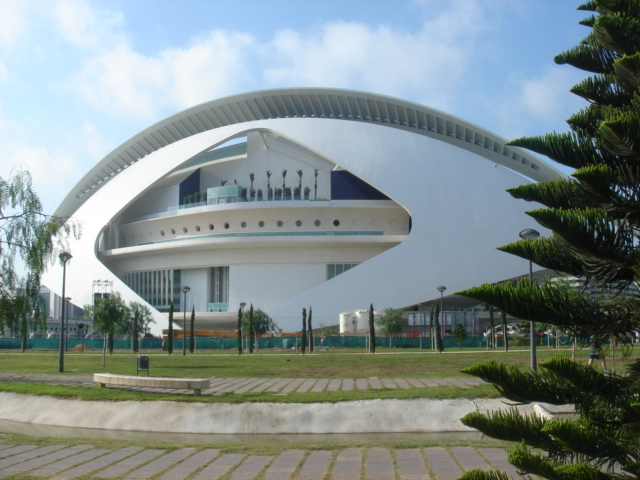
Palau de les Arts Reina Sofía
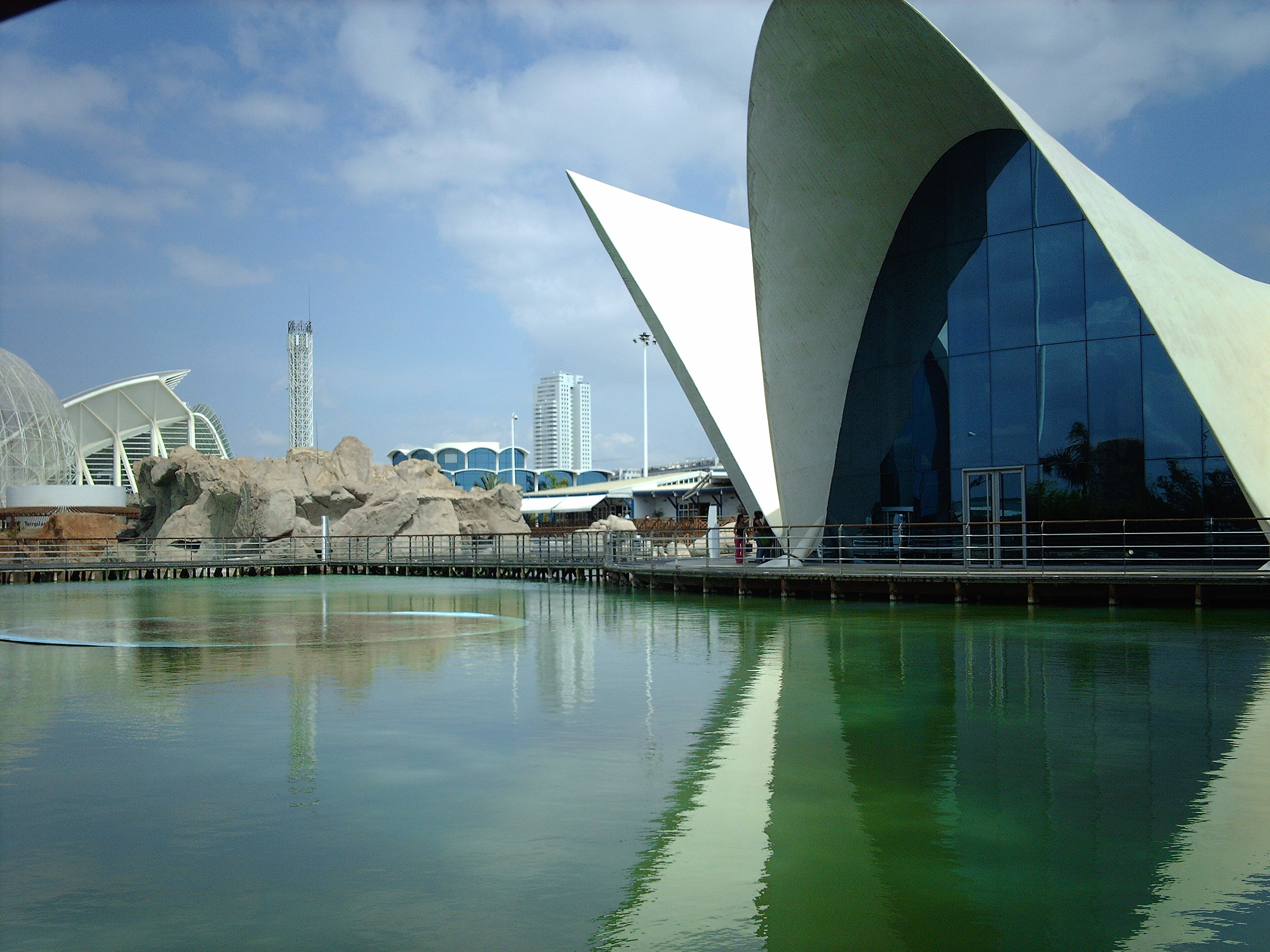
L'Oceanogràfic
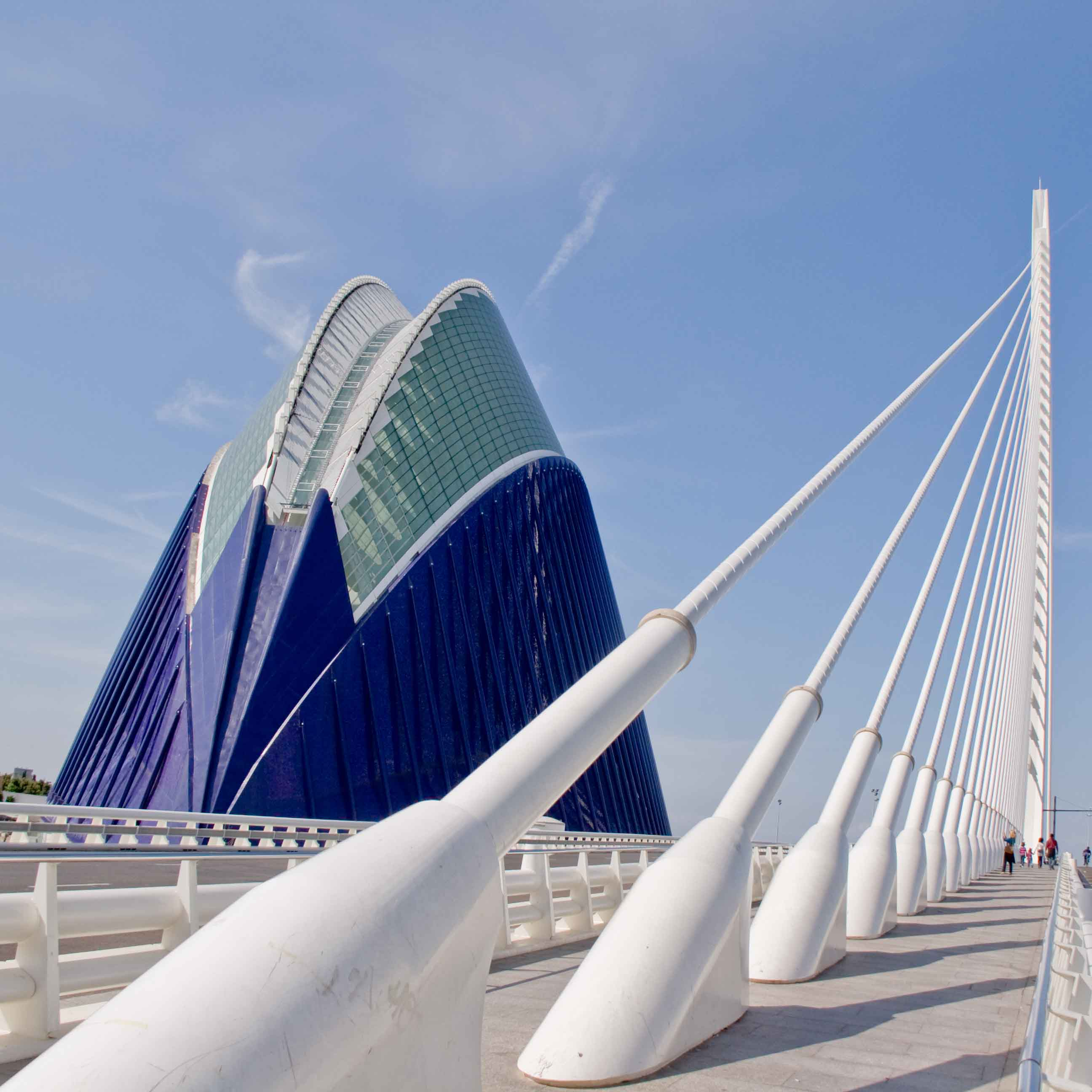
Agora en Pont de l'Assut de l'Or